# McManus-Gletscher
Der McManus-Gletscher ist ein Gletscher im Nordwesten der westantarktischen Alexander-I.-Insel. Er fließt in nördlicher Richtung zum Palestrina-Gletscher.
Der British Antarctic Survey kartierte ihn zwischen 1975 und 1976. Das UK Antarctic Place-Names Committee benannte ihn 1980 nach Alan James McManus (* 1949), Koch des Survey in Grytviken (1971 und 1974), auf der Faraday-Station (1972) sowie auf den beiderseits auf der Adelaide-Insel befindlichen Stationen Base T (1975) und der Rothera-Station (1980).